# スプリント (笠松競馬)
スプリントは日本の岐阜県地方競馬組合が笠松競馬場のダート1400mで施行していた地方競馬の重賞（SPIII）競走。正式名称は「中京スポーツ杯 スプリント」、中京スポーツを発行する東京スポーツ中部支社が優勝杯を提供している。

## 概要
2000年にサラブレッド系4歳（現3歳）以上の東海所属馬限定の馬齢重量の重賞競走「スプリンター争覇」という名称で創設し、2001年から2010年までスプリントという名称で施行された。2003年から北陸・東海・近畿地区交流競走として開催され、金沢、兵庫所属の競走馬が出走可能になり、更に負担重量を別定に変更された。2005年から笠松グランプリのトライアル競走に指定され、1着馬のみ笠松グランプリへの優先出走権が与えられる様になり、2006年からは北陸・東海・近畿・中国地区交流競走として開催され、福山所属の競走馬が出走可能になった。

## 歴史
- 2000年 - 笠松競馬場のダート1400mの4歳（現3歳）以上の東海所属馬限定の馬齢重量の重賞（SPIII）競走「スプリンター争覇」として創設。
- 2001年
  - 馬齢表示の国際基準への変更に伴い、出走資格が「サラブレッド系4歳以上の東海所属馬」から「サラブレッド系3歳以上の東海所属馬」に変更。
  - 名称を「スプリント」に変更。
  - 笠松のエフワンライデンが史上初の連覇。
  - 笠松の鈴木良文が調教師として史上初の連覇。
- 2003年
  - この年から北陸・東海・近畿地区交流競走として施行、出走条件を「サラブレッド系3歳以上の北陸・東海・近畿所属馬」に変更。
  - 負担重量を別定重量に変更。
- 2006年 - この年から北陸・東海・近畿・中国地区交流競走として施行、出走条件を「サラブレッド系3歳以上の北陸・東海・近畿・中国所属馬」に変更。
- 2011年 - 廃止

### 歴代優勝馬
| 回数   | 年月日         | 優勝馬             | 性齢 | 所属 | タイム | 優勝騎手 | 管理調教師 |
| ------ | -------------- | ------------------ | ---- | ---- | ------ | -------- | ---------- |
| 第1回  | 2000年10月15日 | エフワンライデン   | 牡5  | 笠松 | 1:28.6 | 安藤光彰 | 鈴木良文   |
| 第2回  | 2001年10月14日 | エフワンライデン   | 牡6  | 笠松 | 1:28.1 | 吉田稔   | 鈴木良文   |
| 第3回  | 2002年10月14日 | ブルックリンガイ   | 牡5  | 笠松 | 1:27.9 | 濱口楠彦 | 柳江仁     |
| 第4回  | 2003年10月17日 | レジェンドハンター | 牡6  | 笠松 | 1:25.2 | 山崎真輝 | 高田勝良   |
| 第5回  | 2004年10月15日 | キウィダンス       | 牝5  | 愛知 | 1:27.8 | 安藤光彰 | 角田輝也   |
| 第6回  | 2005年10月12日 | タイガーロータリー | 牡5  | 笠松 | 1:28.3 | 内田利雄 | 川嶋弘吉   |
| 第7回  | 2006年10月6日  | クィーンロマンス   | 牝5  | 笠松 | 1:26.8 | 佐藤友則 | 山中輝久   |
| 第8回  | 2007年9月25日  | マルヨスポット     | 牡6  | 笠松 | 1:28.8 | 尾島徹   | 柴田高志   |
| 第9回  | 2008年10月16日 | ケイアイカルディナ | 牡5  | 笠松 | 1:26.6 | 阪上忠匡 | 森山英雄   |
| 第10回 | 2009年10月9日  | ハードインパルス   | 牡5  | 愛知 | 1:26.3 | 大畑雅章 | 今津勝之   |
| 第11回 | 2010年10月15日 | イイデケンシン     | 牡5  | 園田 | 1:27.0 | 木村健   | 田中範雄   |

※馬齢は2000年についても現表記を用いる。